# Umberto Nicosia
Umberto Nicosia (Roma, 1915 – Balka Oskad, 7 dicembre 1941) è stato un militare italiano insignito della medaglia d'oro al valor militare alla memoria nel corso della seconda guerra mondiale.

## Biografia
Nacque a Roma nel 1915, figlio di Ernesto e Velia Iacoli. 
Arruolato nel Regio Esercito nel 1938, frequentò il Corso allievi ufficiali di complemento da cui uscì sottotenente dell'arma di fanteria ed assegnato all82º Reggimento fanteria della 52ª Divisione fanteria "Torino", alla fine dello stesso anno venne posto in congedo. Ripresi gli studi interrotti presso l'Università di Roma, conseguì la laurea in giurisprudenza poco tempo dopo. Con l'entrata in guerra del Regno d'Italia, il 10 giugno 1940, fu richiamato per mobilitazione generale presso l'82º Reggimento fanteria, ma non venne riconosciuto idoneo al servizio per un periodo di un anno. Venuto a conoscenza, della prossima partenza del suo reggimento per l'Unione Sovietica al seguito del CSIR, otteneva di rientrare al reparto prima della scadenza del periodo di inidoneità concessogli assumendo il comando di un plotone mortai della compagnia reggimentale. Cadde in combattimento a Balka Oskad il 7 dicembre 1941, e fu insignito della medaglia d'oro al valor militare alla memoria.